# 鎮西高等学校
鎮西高等学校（ちんぜいこうとうがっこう）は、熊本県熊本市中央区九品寺三丁目にある私立高等学校。
真和中学校・高等学校と施設、校舎を共用する。男女バレーボール部、柔道部は全国的にも有名。

## 建学の精神
- 国恩 - 国の恩
- 親恩 - 親の恩
- 衆生恩 - 社会大衆の恩
- 三宝恩 - 佛教の教えの恩

## 設置形態
- 高等学校
  - 普通科ー選択科目(大学進学系科目、公務員系科目、グラフィックデザイン系科目、芸術・ダンス・舞台系科目ダンス類型、芸術・ダンス・舞台系科目舞台類型、体育系科目)

## 沿革
- 1888年（明治21年）10月 - 浄土宗鎮西支校として創設
- 1905年（明治38年）04月 - 中学校令により鎮西中学校となる
- 1947年（昭和22年）
  - 3月 - 設立者を財団法人鎮西中学校に変更
  - 4月 - 新制中学校設置
- 1948年（昭和23年）04月 - 新学制により新制高等学校となる
- 1951年（昭和26年）
  - 3月 - 設立者を学校法人鎮西学園に変更
  - 4月 - 商業科（男子）を設置
- 1964年（昭和39年）04月 - 女子商業科を設置
- 1967年（昭和42年）04月 - 体育科を設置、普通科を男女共学とする
- 1968年（昭和43年）10月 - 創立80周年記念式典挙行 総合体育館完成
- 1978年（昭和53年）10月 - 創立90周年記念式典挙行 新2号館（学園図書館）完成
- 1980年（昭和55年）09月 - 運動場改修 第2運動場完成
- 1988年（昭和63年）
  - 04月 - 男子商業科、女子商業科を男女共学の商業科とする
  - 10月 - 創立100周年記念式典挙行 四恩館（百周年記念館）完成
- 1991年（平成03年）06月 - 全教室冷暖房完備完成
- 1995年（平成07年）03月 - 益城グラウンド（野球場専用）完成
- 1997年（平成09年）03月 - 屋内温水プール完成
- 1998年（平成10年）10月 - 創立110周年記念式典挙行
- 2000年（平成12年）12月 - 鎮西学園男子寮完成
- 2001年（平成13年）04月 - 体育科を体育コースとする
- 2011年（平成23年）04月 - 鎮西中学校設置
- 2014年（平成26年）04月 - 普通科に公務員コース、ダンスコースを設置
- 2015年（平成27年）04月 - 普通科に大学進学コースを設置
- 2017年（平成29年）04月 - 選択科目制を導入
- 2020年（令和02年）03月 - 鎮西中学校廃校
- 2024年（令和06年）10月 - 職員へのパワハラ問題が発覚[1]

## 部活動

### 運動部
- ★女子バレーボール・・・第71回、第73回春の高校バレー準々決勝進出
- ★男子バレーボール・・・獲得した全国タイトルは、計6回（選手権3回・総体1回・選抜2回)
- ★野球（男子）・・・1981年（第63回）、1984年（第66回）全国高等学校野球選手権大会準決勝進出
- ★サッカー（男子）
- ★柔道（男子）
- ★剣道
- ★水泳
- 弓道
- ダンス部

★は強化指定部

### 文化部
- 音楽
- インターアクト
- 写真

## 著名な出身者
- 河津寅雄（政治家、全国町村会会長）
- 大久保武雄（初代海上保安庁長官、労働大臣）
- 福永一臣（衆議院議員）
- 村下孝蔵（シンガーソングライター）
- 高岡利治（第19代水俣市長）
- 宝井琴調（講談師）
- 泉知束（俳優）
- 古家蘭 - MAZZEL（ボーイズグループ）
- 本田剛四郎（俳優）
- 森恵（元女優・歌手、中退）
- 山内要（ローカルタレント、中退）
- 山野はるみ（女優 - ビッグスマイル・プロモーション所属）
- 瀬尾誠一（熊本城おもてなし武将隊 - 初代加藤清正）
- 古澤里紗 - CUTIE STREET (アイドル)

### スポーツ選手
- 末次利光（元プロ野球選手、読売ジャイアンツスカウト部シニアアドバイザー）
- 岡田幸喜（元プロ野球選手）
- 菊川昭二郎（元プロ野球選手）
- 脇坂隆志（元プロ野球選手）
- 田端謙二郎（元プロ野球選手）
- 山内孝徳（元プロ野球選手）
- 今井譲二（元プロ野球選手）
- 河野誉彦（元プロ野球選手）
- 坂田和隆（元プロ野球選手）
- 頓田国満（元プロ野球選手）
- 松崎秀昭（元プロ野球選手）
- 山野和明（元プロ野球選手）
- 佐藤貞治（元プロ野球選手）
- 柿原翔樹（元プロ野球選手）
- 高崎健太郎（元プロ野球選手）
- 猪本健太郎（元プロ野球選手）
- 橋本篤郎（元プロ野球選手）
- 立岡宗一郎（元プロ野球選手 - 読売ジャイアンツコーチ）
- ピダーソン和紀（独立リーグ野球選手） ※クラーク記念国際高校へ転出

- 福山汰一（元バレーボール選手）
- 西田寛基（バレーボール選手 - サントリーサンバーズ大阪所属）
- 宮浦健人（バレーボール選手 - ジェイテクトSTINGS所属）
- 鍬田憲伸（バレーボール選手 - ヴォレアス北海道所属）
- 赤星伸城（バレーボール選手 - 北海道イエロースターズ所属）
- 水町泰杜（バレーボール・ビーチバレーボール選手 - ウルフドッグス名古屋・トヨタ自動車所属）
- 荒尾怜音（バレーボール選手 - ヴォレアス北海道所属）
- 濱口純一（元バレーボール選手 - 嘉悦大学女子バレーボール部監督）
- 脇戸新之助（元バレーボール選手）
- 朝日健太郎（元バレーボール選手、参議院議員）
- 諸隈直樹（元バレーボール選手）
- 鈴木孝政（元バレーボール選手）
- 村上龍介（元バレーボール選手）
- 前村直樹（元バレーボール選手）
- 角田辰徳（元バレーボール選手）
- 冨士田裕大（元バレーボール選手）
- 嶋田慎太郎（サッカー選手 - ツエーゲン金沢）
- 森川泰臣（元サッカー選手）
- 木村政彦（柔道家。全日本選手権13連覇、15年不敗のまま引退した史上最強を謳われる柔道家）
- 牛島辰熊（柔道家。日本一に5度ついた大正時代を代表する大柔道家。木村政彦の師匠）
- 吉永浩二（柔道家）
- 秋本勝則（柔道家）
- 岩田久和（柔道家）
- 山部伸敏（柔道家）
- 福岡政章（柔道家）
- 西村誠司（空手家）
- ロイヤル小林（元プロボクサー - 元WBC世界ジュニアフェザー級、東洋太平洋フェザー級チャンピオン）
- 岡田正裕（元陸上選手、拓殖大学陸上競技部監督）
- 上野飛偉楼（元陸上選手、タレント）トヨタ紡織所属、クロスカントリー日本代表
- 米村知子（プロテニスプレイヤー - ASIA PARTNERSHIP FUND）
- 横田努（競輪選手）
- 中山敬太郎（競輪選手）
- 西川親幸（競輪選手）

## 姉妹校
- 大正大学（東京都）
- 佛教大学（京都府）
- 東山中学校・高等学校（京都府）
- 上宮高等学校（大阪府）
- 真和中学校・高等学校（熊本県）